# Maria de Cervelló
Maria de Cervelló és una santa nascuda i morta a Barcelona (1 de desembre de 1230 - 19 de setembre de 1290). Va fundar la branca femenina de l'orde mercedari. També és popularment coneguda com a Santa Maria del Socors o del Socós.

## Vida
Maria nasqué a l'actual Casa Cervelló-Giudice del carrer de Montcada, l'1 de desembre de 1230. Era filla dels barons de Cervelló i fou batejada a l'església de Santa Maria del Mar. Va rebre direcció espiritual de fra Bernat de Corbera, primer sacerdot de la llavors fundada Orde de la Mercè.
Als divuit anys, va fer vot privat de castedat i, des de llavors, incrementà les seves pràctiques pietoses. En morir son pare en 1260, Maria va convèncer la mare perquè venguessin el patrimoni patern i els títols nobiliaris: el producte va ser donat als pares mercedaris per a la redempció de captius, mentre elles van anar a viure en una caseta de l'actual carrer Ample.
Poc després (1265) va morir sa mare i Maria decidí de consagrar-se totalment a Déu. Va obtenir el permís del Capítol General de l'orde per a fundar, amb algunes companyes, la branca femenina de l'Orde de la Mercè, que també es dedicaria a la redempció de captius. El primer monestir de monges mercedàries el va fundar conjuntament amb Eulàlia de Pinós i Isabel de Bertí, pertanyents a famílies importants de l'oligarquia barcelonina. Ben aviat esdevingué la primera superiora del nou orde.
Van fer-se conegudes les seves rigoroses penitències i la seva caritat envers els necessitats: demanava almoina per ells, els curava a l'hospital, etc. Cap al final de la seva vida va tenir els dons del consell (va aconsellar seglars i religiosos) i la profecia (va predir la victòria de les armes catalanes a Sicília i Calàbria, tempestes i el dia de la seva mort). Se'n feren famosos els seus miracles a favor dels pescadors i mariners, sobretot quan hi havia tempestes i temporals: es deia que s'hi apareixia caminant sobre les onades per a salvar els mariners en perill. D'aquí que fos coneguda amb el sobrenom de Sor Maria dels Socors i fos tinguda, més tard, com a patrona de la gent de mar.
Va morir al convent del carrer Ample el 19 de setembre de 1290, causant commoció a la ciutat, que ja llavors se la considerava poc menys que santa.

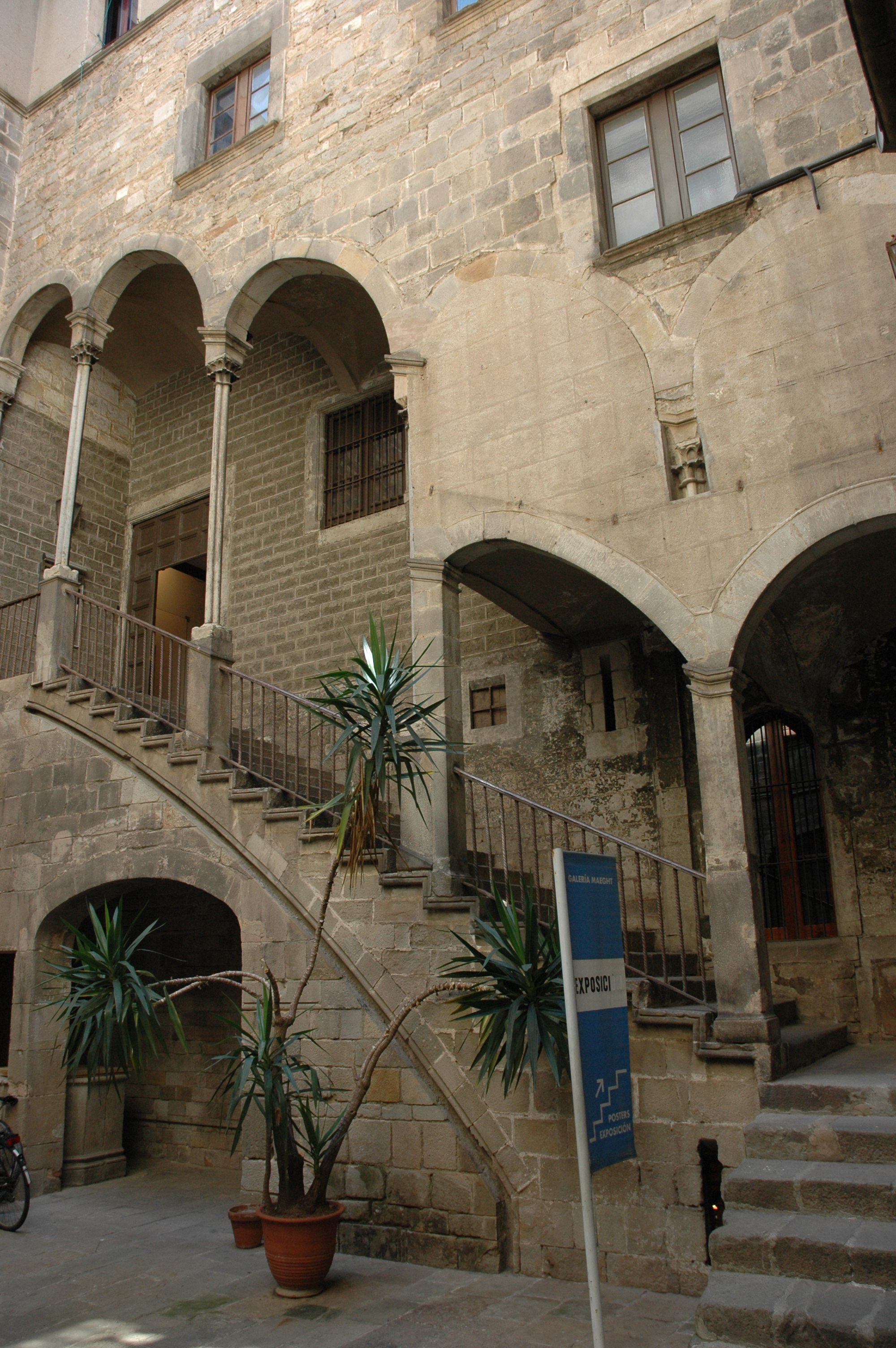
Palau dels Cervelló a Barcelona, on va néixer la santa
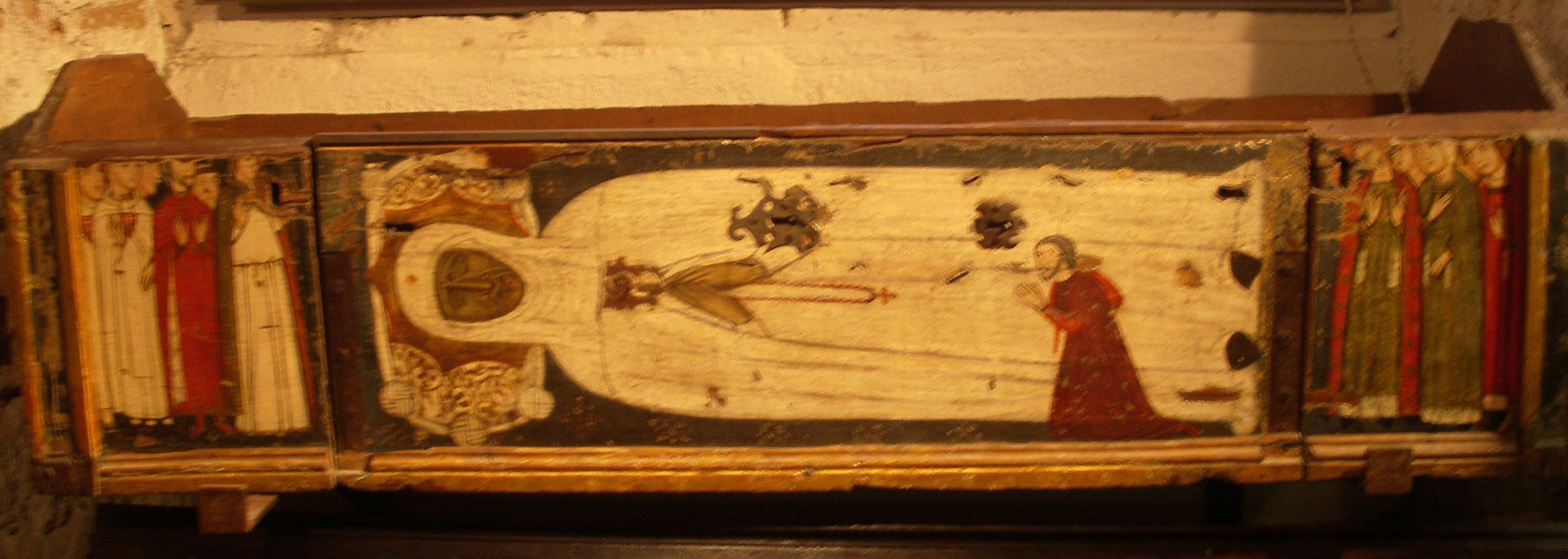
Antic taüt de la santa, pintat el s. XIV, amb un retrat i la figura del rei Pere el Cerimoniós pregant als seus peus
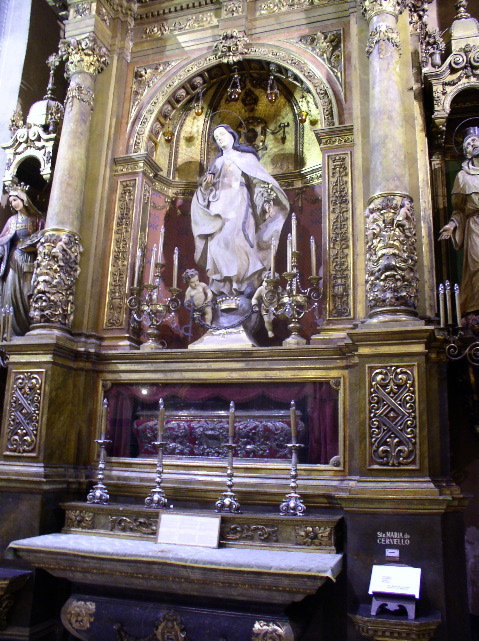
Altar i sepulcre de Santa Maria de Cervelló a la Basílica de la Mercè de Barcelona
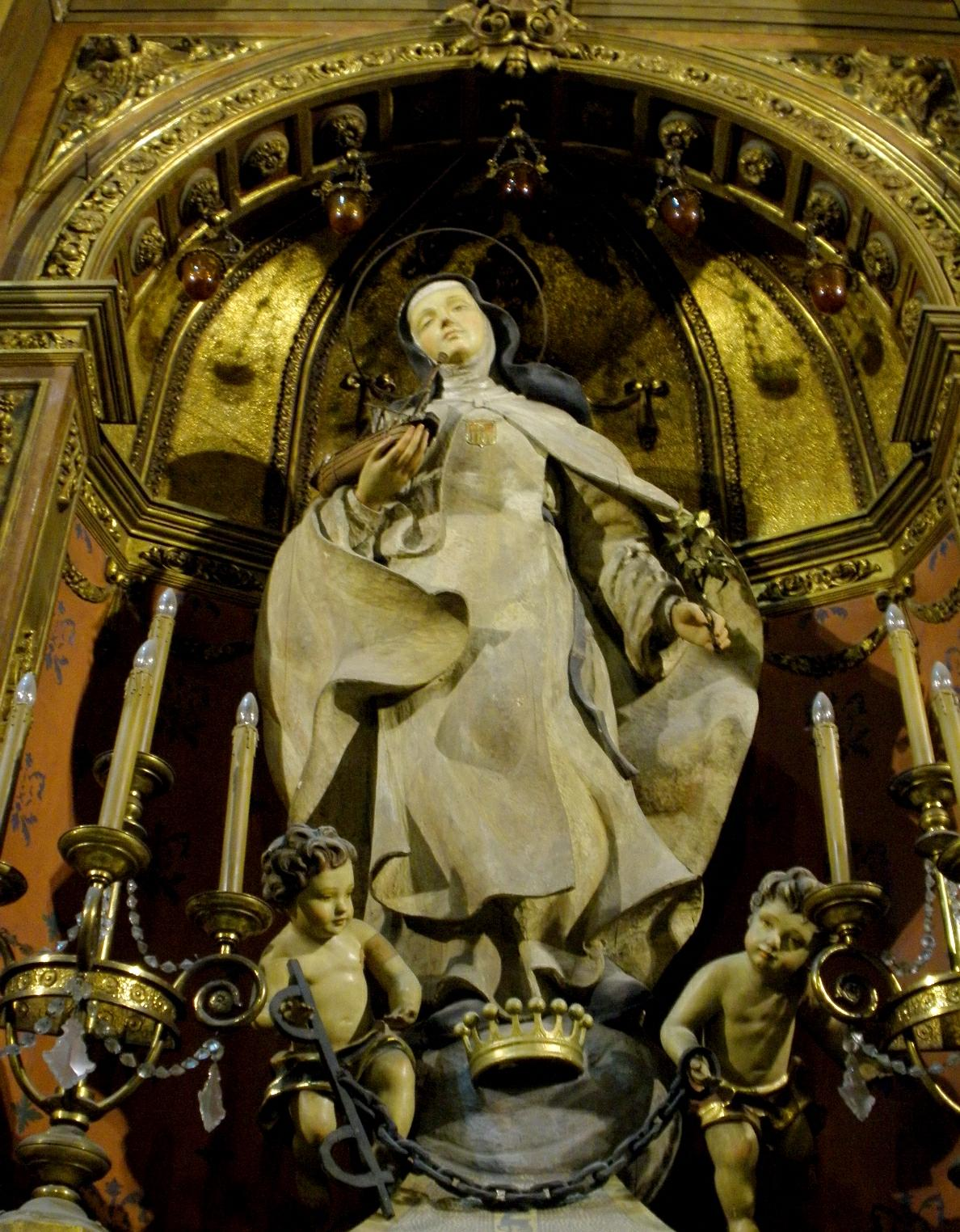
Imatge de la santa a la Basílica de la Mercè
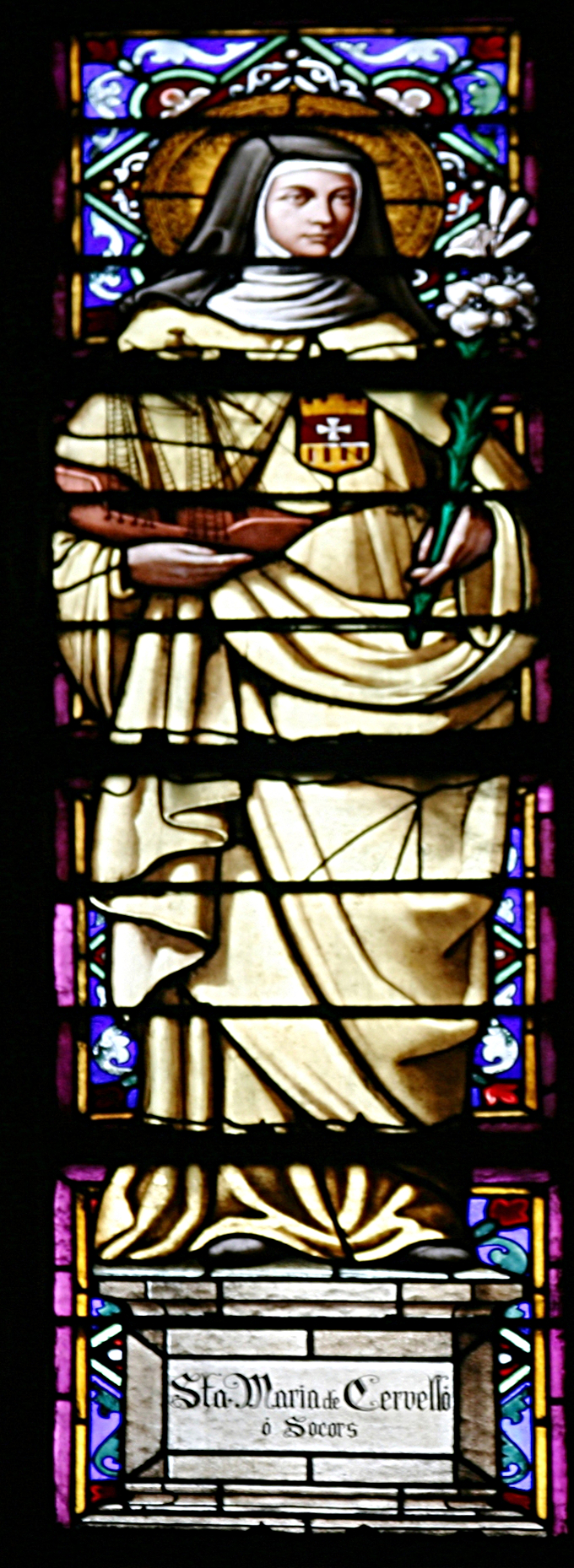
Imatge de la santa a la Basílica de Santa Maria del Mar

## Veneració
Ja en vida va ser venerada com a santa. L'any 1380, Pere el Cerimoniós va patrocinar la translació del cos de la santa a l'Església de la Mercè. Al Museu Diocesà de Barcelona es conserva la caixa de fusta, pintada amb un retrat de la santa, on fou col·locat llavors. Avui, el seu cos es conserva a una urna, també de fusta, folrada de vellut vermell i amb decoracions barroques d'argent, a l'altar del creuer (al costat de l'evangeli) de la mateixa església, en un altar barroc. La nova urna va ser oferta en 1692 pel Consell de Cent barceloní, en commemoració de la confirmació pontifícia del culte immemorial a la santa. El seu culte com a santa fou aprovat per Innocenci XII el 1692. Va ésser invocada com patrona dels mariners.
La seva festa és el 19 de setembre.
És copatrona i protectora de la ciutat de Barcelona juntament amb santa Eulàlia i santa Madrona.

## Iconografia
Se la sol representar vestida amb l'hàbit mercedari que mostra l'escut de l'orde a l'alçada del pit (una creu patent com la del capítol de la catedral de Barcelona i els quatre pals del senyal reial). El seu atribut més característic és la maqueta d'un vaixell de vela que sosté amb una mà, i que fa referència a la seva protecció sobre els mariners. Es el mateix atribut que caracteritza a Santa Madrona, una altra santa molt vinculada a Barcelona, però èl de Santa Maria de Cervelló es distingeix amb facilitat gràcies a l'escut mercedari.
Altres atributs menys freqüents són una flor de lliri, símbol de puresa, o bé un cérvol, que fa referència al seu cognom.
Obresː 
- Barcelona. Església de la Mercè.
- Madrid. Relleu ceràmic obra de Chema Dapena i Alfredo R. Vázquez a la parròquia de Santa Maria de Cervelló.